# La Salette-Fallavaux
La Salette-Fallavaux (auch schlicht La Salette) ist eine französische Gemeinde im Département Isère in der Region Auvergne-Rhône-Alpes. Sie gehört zum Arrondissement Grenoble und zum Kanton Matheysine-Trièves.
Die Kommune ist als Marienwallfahrtsort bekannt und auf ihrem Gemeindegebiet steht das vom Salettinerorden gegründete Kloster Notre-Dame de La Salette.

## Geografie
Das kleine Dorf mit 82 Einwohnern (Stand 1. Januar 2022) liegt abgelegen am Ende eines Seitentals am südwestlichen Fuß des Massif des Écrins in der Nähe des Stausees Lac du Sautet in den französischen Alpen knapp 1.000 m über Meer. Die Entfernung zur im Norden gelegenen Stadt Grenoble beträgt knapp 70 Kilometer und nach Gap im Süden sind es 45 Kilometer.
Eine zehn Kilometer lange Serpentine führt hinauf zur Klosterkirche, die kaum zwei Kilometer Luftlinie vom Dorf entfernt ist, aber auf 1757 m Höhe liegt (44° 51′ 31″ N, 5° 58′ 43″ O).

## Bevölkerungsentwicklung
| Jahr                       | 1962 | 1968 | 1975 | 1982 | 1990 | 1999 | 2011 | 2018 |
| Einwohner                  | 150  | 107  | 79   | 88   | 86   | 76   | 74   | 67   |
| Quellen: Cassini und INSEE |      |      |      |      |      |      |      |      |

Im Allgäu bei Leutkirch existiert auch eine La-Salette-Kapelle, die La-Salette-Kapelle (Engerazhofen). In Leimersheim befindet sich ein Replikat der Marienstatue von La Salette.

## Marienerscheinung

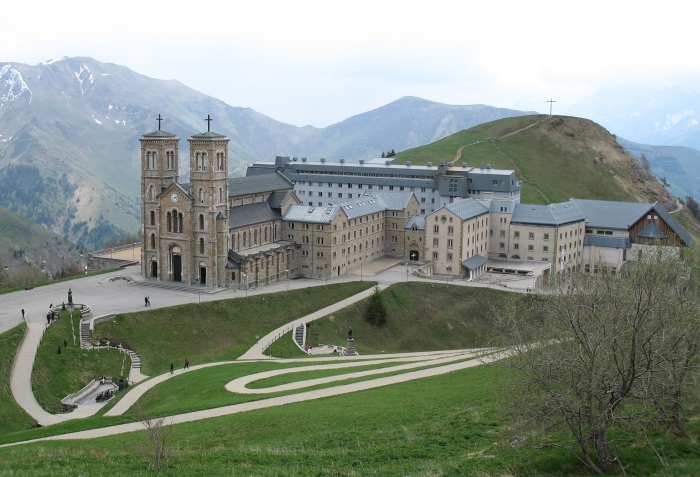
Notre-Dame de La Salette

Am Samstag, 19. September 1846 um drei Uhr nachmittags soll den beiden Hirtenkindern Mélanie Calvat (15 Jahre) und Maximin Giraud (11 Jahre) bei klarem Wetter auf einem dem Weiler naheliegenden Berg die Jungfrau Maria erschienen sein. Die „schöne Dame“, wie sie von den Jugendlichen genannt wurde, soll vor Kummer geweint haben. Als wesentliche Botschaft gab sie den Kindern mit, am Sonntag nicht zu arbeiten und wenigstens am Morgen und am Abend zu beten.
Zum fünften Jahrestag wurde diese überlieferte Begebenheit als Marienerscheinung von der katholischen Kirche anerkannt. Nochmals ein Jahr später, 1852, regte der Bischof von Grenoble den Bau einer Kirche am Erscheinungsort an. Sie wurde 1861 geweiht und 1865 fertiggestellt. Der Kirche wurde 1879 der Rang einer Basilica minor verliehen. Die dreischiffige, neoromanische Basilika besitzt zwei massive Türme. Im Inneren wird das Kirchenschiff von zwei Reihen byzantinischer Säulen begrenzt, die ein Deckengewölbe tragen. In der Apsis stellt ein Mosaik Christus dar. Das Querschiff hat drei Medaillons, die das Weinen, die Botschaft und den Aufbruch der Madonna darstellen. In der Basilika befindet sich auch ein kleines Museum zur Geschichte von La Salette. Die Szenen der Marienerscheinung werden mit drei lebensgroßen Bronzegruppen an Erscheinungsorten dargestellt.